# Gert Melville
Pour les articles homonymes, voir Melville.
Gert Melville, né le 27 novembre 1944 à Wartenberg en Bavière, est un médiéviste allemand.

## Biographie
De 1965 à 1971, il a étudié le droit, l'histoire, la littérature allemande et la philosophie à l'université Louis-et-Maximilien de Munich, où il a obtenu son doctorat en 1971 sous la direction de Johannes Spörl. Il a ensuite travaillé jusqu'en 1984 à différents postes dans la chaire d'histoire de l'université et d'histoire de l'éducation de Laetitia Boehm à l'université Louis-et-Maximilien de Munich et a terminé son habilitation en 1983. Il a ensuite (1985-1991) été professeur invité à l'université Eberhard Karl de Tübingen et à l'université Johann Wolfgang Goethe de Francfort-sur-le-Main ainsi qu'à l'université de Passau ; à la même époque, il a aussi été professeur invité à l'université Paris-1
Panthéon-Sorbonne et à l'École des hautes études en sciences sociales - c'est sans doute du fait de cette ancienne collaboration qu'il est depuis 2009 membre du Conseil scientifique du Campus Condorcet.
À partir de 1991, il a enseigné en tant que professeur d'histoire médiévale à l'université de Münster, jusqu'à ce qu'il s'installe à l'université technique de Dresde en 1994. Il y a occupé jusqu'à l'hiver 2009-2010 la chaire d'histoire médiévale de la Faculté de philosophie et a ensuite été nommé professeur principal (Seniorprofessor) en avril 2010. Depuis mai 2010, il est membre du Conseil de l'université de la TU de Dresde.
Depuis 2004, il a été professeur invité permanent à l'université catholique d'Eichstätt-Ingolstadt (de), et il y a même contribué à la gestion intérimaire de juin 2008 à mars 2009.
En mai 2012, le professeur Melville est invité par le pape Benoît XVI, à participer au Comité pontifical des sciences historiques,.
Melville a deux fils et vit avec sa famille à Cobourg.

## Champ de recherches
Ses domaines de recherche sont principalement l'historiographie médiévale, la culture de cour (Hofkultur) de la fin du Moyen Âge et l'histoire comparée des ordres religieux au Moyen Âge.
En plus de ses propres recherches, il s'est fait une réputation de gestionnaire de recherches. À Dresde, il a ainsi été fondateur et porte-parole du Groupe de recherche (Sonderforschungsbereich) 537 Institutionalität und Geschichtlichkeit (Institution et Historicité), ainsi que du collège international (Graduiertenkolleg) 625 Institutionelle Ordnungen, Schrift und Symbole / Ordres institutionnels, écrit et symboles. Depuis 2005, il gère aussi le Forschungsstelle für Vergleichende Ordensgeschichte (Centre de recherche pour l'histoire comparée des ordres religieux), initialement basé à l'Université catholique d'Eichstätt et installé à la TU de Dresde depuis 2010. Il est également administrateur depuis 2010 du projet de recherche Klöster im Hochmittelalter: Innovationslabore europäischer Lebensentwürfe und Ordnungsmodelle (Monastères au Haut Moyen Âge : Laboratoires d'innovation des modes de vie européens et modèles des ordres religieux), qui est financé par l’Académie des sciences de Heidelberg et l'Académie des sciences de Saxe.
Avec Martial Staub, il a publié en 2008 une Enzyklopädie des Mittelalters (Encyclopédie du Moyen Âge), dont une deuxième édition mise à jour est sortie en 2013.

## Œuvres

### Monographies
- (de) System und Diachronie. Untersuchungen zur theoretischen Grundlegung geschichtsschreiberischer Praxis im Mittelalter. Diss. phil., Munich, LMU, 1971 (en partie réédité dans Historisches Jahrbuch 95 (1975), p. 33–67
- (de) Die Papstchronistik im Spätmittelalter. Historisches Wissen im Rezeptionsgefüge von Texten und Themen. Habil.-schrift, Munich, LMU, 1983 (manuscrit inédit).
- (de) Die Welt der mittelalterlichen Klöster. Geschichte und Lebensformen, Munich, Beck, 2012 (ISBN 978-3-406-63659-2 et 3-406-63659-4)

### Contributions
- avec Martial Staub : (de) Enzyklopädie des Mittelalters, Darmstadt, Wissenschaftliche Buchgesellschaft, 2008, 498 p. (ISBN 978-3-89678-598-5).
- avec Alois Schmid: (de) Studien zum Bildungswesen der bayerischen Augustiner-Chorherren in Mittelalter und früher Neuzeit, Paring, Augustiner-Chorherren-Verlag, 2008 (ISBN 978-3-936197-08-2 et 3-936197-08-3)
- avec Anne Müller : (de) Mittelalterliche Orden und Klöster im Vergleich. Methodische Ansätze und Perspektiven, Berlin / Münster, Lit Verlag, 2007, 332 p. (ISBN 978-3-8258-1125-9 et 3-8258-1125-5, lire en ligne)
- avec Sébastien Barret : (de) Oboedientia. Zu Formen und Grenzen von Macht und Unterordnung im mittelalterlichen Religiosentum, Münster, Lit Verlag, 2007, 459 p. (ISBN 978-3-8258-8926-5 et 3-8258-8926-2, lire en ligne)
- avec mit Anne Müller : (de) Regula Sancti Augustini. Normative Grundlage differenter Verbände im Mittelalter, Paring, Augustiner-Chorherren-Verlag, 2008, 617 p. (ISBN 978-3-9805469-8-0 et 3-9805469-8-5)
- avec Markus Schürer: (de) Das Eigene und das Ganze. Zum Individuellen im mittelalterlichen Religiosentum, Münster / Hamburg / London, Lit Verlag, 2002, 682 p. (ISBN 3-8258-6163-5)
- avec Annette Kehnel : (de) In propositio paupertatis. Studien zum Armutsverständnis bei den mittelalterlichen Bettelorden, Münster / Hambourg / Londres, Lit Verlag, 2001, 236 p. (ISBN 3-8258-5340-3)
- avec Jörg Oberste : (de) Die Bettelorden im Aufbau. Beiträge zu Institutionalisierungsprozessen im mittelalterlichen Religiosentum, Berlin / Münster, Lit Verlag, 1999, 668 p. (ISBN 3-8258-4293-2)
- avec Peter von Moos : (de) Das Öffentliche und Private in der Vormoderne, Cologne / Weimar / Vienne, Böhlau Verlag, 1998, 716 p. (ISBN 3-412-01698-5)
- avec Heinz Duchhardt : (de) Im Spannungsfeld von Recht und Ritual. Soziale Kommunikation in Mittelalter und früher Neuzeit, Köln / Weimar / Wien, Böhlau Verlag, 1997, 500 p. (ISBN 3-412-04597-7)
- (de) De ordine vitae. Zu Normvorstellungen, Organisationsformen und Schriftgebrauch im mittelalterlichen Ordenswesen, Berlin / Münster, Lit Verlag, 1996, 402 p. (ISBN 3-8258-2586-8)
- (de) Institutionen und Geschichte. Theoretische Aspekte und mittelalterliche Befunde, Köln / Weimar / Wien, Böhlau Verlag, 1992, 446 p. (ISBN 3-412-06291-X)
- « Pourquoi des hérauts d'armes ? Les raisons d'une institution », Revue du Nord, vol. 366 - 367,‎ 2006, p. 491-502 (lire en ligne)